# Affaire de la tour de Nesle

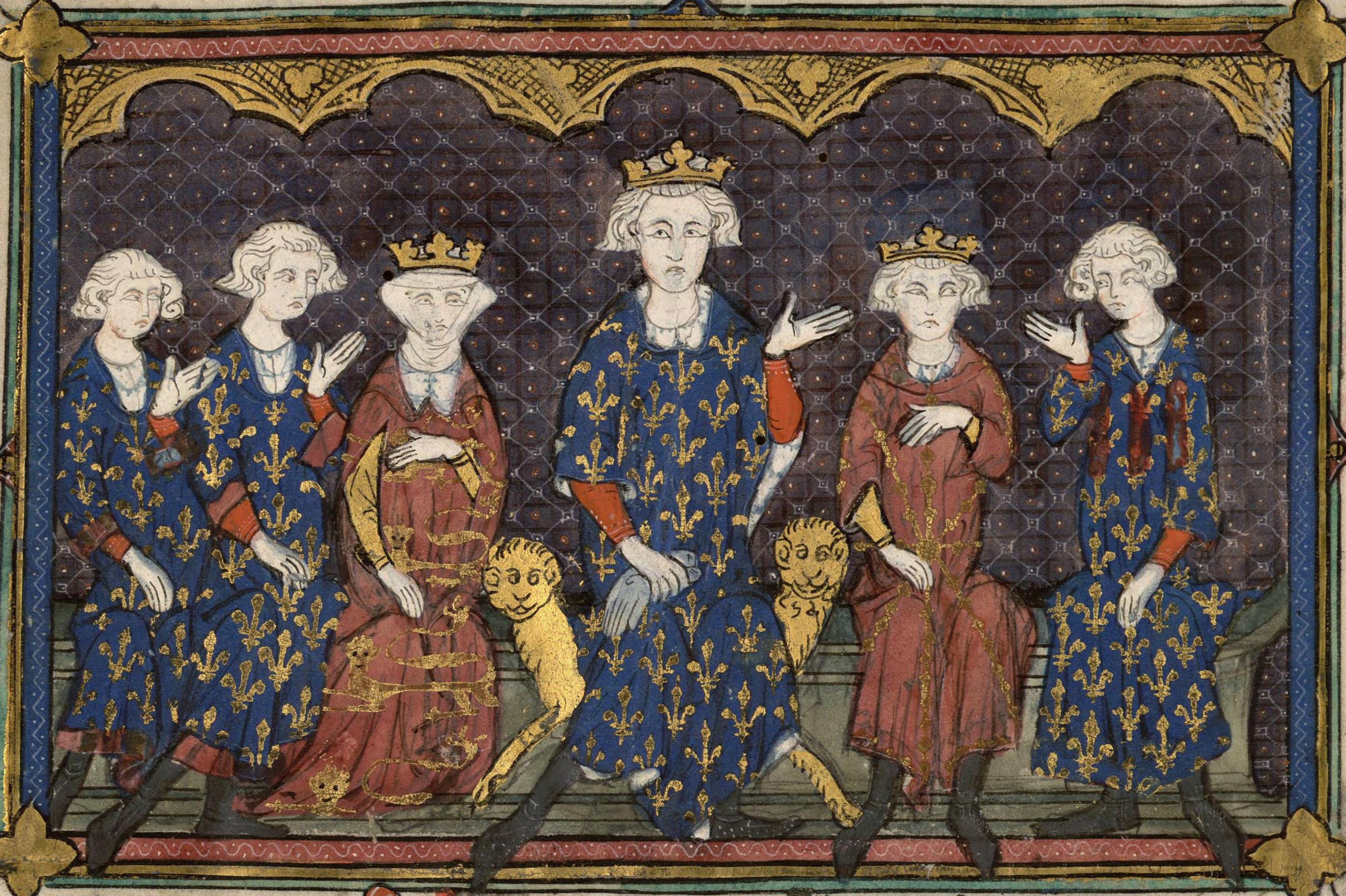
Enluminure montrant plusieurs protagonistes de l'affaire, un an après le scandale.
Au centre, le roi Philippe IV, assis sur son trône.
À sa droite, ses plus jeunes enfants : les futurs Charles IV et Philippe V, ainsi que sa fille Isabelle, reine d'Angleterre par son mariage avec Édouard II.
À sa gauche, son fils aîné, le futur Louis X, alors roi de Navarre, et son frère cadet, Charles de Valois.
Paris, BnF, département des manuscrits, ms. Latin 8504, 1315.

L'affaire de la tour de Nesle est le nom donné à une affaire d'État, qui éclate au sein de la famille royale française en 1314 et au cours de laquelle les trois brus du roi de France Philippe IV le Bel sont accusées d'adultère. Les accusations à leur encontre sont proférées par Isabelle, seule fille de Philippe le Bel et reine consort d'Angleterre. Le scandale tire son nom de la tour de Nesle, située au centre de Paris et où l'adultère des princesses aurait été commis. Il conduit à l'exécution des amants des princesses, et à l'emprisonnement de ces dernières. D'un point de vue plus général, l'événement ébranle sérieusement la dynastie capétienne, dont la branche directe s'éteint un peu plus d'une décennie après la découverte de l'affaire.

## Contexte

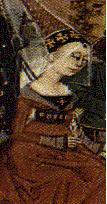
La reine d'Angleterre Isabelle rapporte à son père l'adultère de ses belles-sœurs lors d'une visite qu'elle lui rend à Paris.

Le scandale royal s'inscrit au cours de la fin difficile du règne de Philippe IV, surnommé « le Bel » par ses contemporains en raison de son apparence avantageuse. Philippe est un homme étrangement froid : son adversaire, l'évêque de Pamiers Bernard Saisset, le décrit comme « ni un homme, ni une bête […] mais une statue ». Les historiens modernes notent qu'il « cultive l'image d'un roi chrétien et n'éprouve que peu les faiblesses de la chair ». Au cours de son règne, Philippe essaie de renforcer l'autorité et le prestige du pouvoir royal : il génère de nouvelles recettes, crée de nouvelles institutions de gouvernement, s'engage dans des conflits contre ses rivaux et défie à une occasion l'autorité de la papauté. Juste avant l'éclatement du scandale de la tour de Nesle, Philippe concentre son énergie à détruire l'ordre du Temple en France, dont le procès s'achève le 18 mars 1314 par l'exécution ou l'incarcération de ses dignitaires. Toutefois, le roi doit en permanence faire face à des difficultés financières et à des problèmes d'administration internes, et certains chroniqueurs suggèrent que sa position affaiblie a contribué à la crise familiale qui s'ensuit.
Philippe IV a trois fils : Louis, Philippe et Charles. Comme il est de coutume au XIVe siècle, il les marie avec trois princesses de la haute noblesse du royaume. Initialement, il compte faire épouser à son héritier Louis Jeanne de Bourgogne, la fille aînée d'Othon IV de Bourgogne et de Mahaut d'Artois. Finalement, il choisit pour son aîné Marguerite, une des filles du duc Robert II de Bourgogne, que Louis épouse le 23 septembre 1305. En compensation pour la comtesse d'Artois, il fait épouser à ses deux autres fils, Philippe et Charles, les filles et héritières de Mahaut, Jeanne et Blanche de Bourgogne, respectivement les 21 janvier 1307 et 2 février 1308,. Quant à sa seule fille, Isabelle, Philippe le Bel la marie au roi d'Angleterre Édouard II le 25 janvier 1308, dans le but de résoudre les tensions entre la France et l'Angleterre en Aquitaine et en Flandre. Le mariage d'Isabelle est complexe, en partie à cause de la relation intime qu'entretient Édouard avec son compagnon et possible amant, Pierre Gaveston. Par conséquent, Isabelle s'adresse fréquemment à son père afin qu'il remédie aux problèmes de son mariage.
Les mariages des trois fils du roi de France sont plus ou moins fructueux. Celui de Louis semble avoir immédiatement échoué, puisque ce dernier, surnommé « le Hutin » ou « le Querelleur », est amateur de jeu de paume et néglige son épouse, Marguerite, décrite comme « fougueuse et galbée ». Charles, considéré comme un individu « strict et raide », a vraisemblablement un mariage banal avec Blanche. À l'inverse, le prince Philippe est remarqué pour son excessive générosité envers son épouse, Jeanne. De plus, le couple a plusieurs enfants en quelques années et Philippe écrit de nombreuses lettres d'amour à sa femme tout au long de leur union. En dépit des natures différentes de leurs sentiments envers leurs époux, les trois princesses, très liées entre elles, font souffler un vent de gaieté et de charme sur la cour austère du roi. Leur élégance et leur coquetterie font bientôt naître une rumeur destructrice : elles sont soupçonnées de recevoir des jeunes gens. Toutefois, aucune preuve ne vient étayer ces accusations et les princesses poursuivent leur joyeuse vie.

## Le scandale

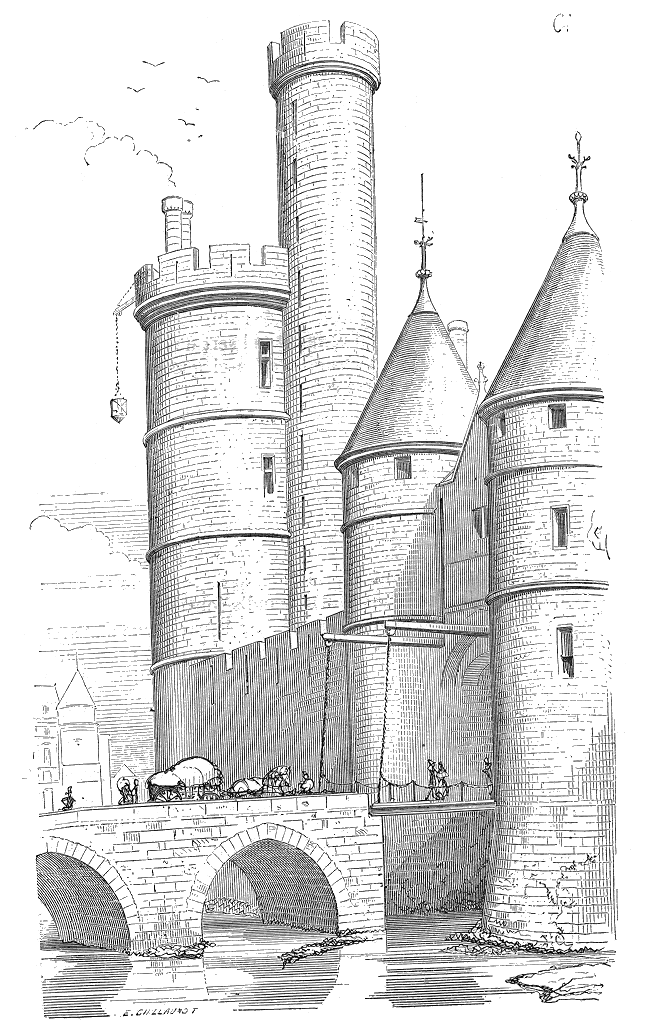
La tour de Nesle, où l'adultère aurait eu lieu. Représentation datant du XIXe siècle, par Eugène Viollet-le-Duc.

La plupart des récits du scandale commencent par décrire la visite que rendent le roi et la reine d'Angleterre au roi de France, entre mai et juillet 1313. Au cours de leur séjour, les princes Louis et Charles offrent à leurs hôtes un spectacle de marionnettes, à la suite duquel Isabelle fait présent, à ses frères et à ses belles-sœurs, d'aumônières. Au mois de décembre de la même année, Édouard II et Isabelle tiennent un grand banquet à Londres pour célébrer leur retour. Au cours de celui-ci, la reine d'Angleterre remarque que des aumônières similaires à celles qu'elle avait offertes à ses belles-sœurs pendent aux ceintures de deux chevaliers normands, les frères Gauthier et Philippe d'Aunay. Isabelle en déduit que les deux hommes entretiennent une relation illicite avec les princesses françaises et le signale secrètement à son père lors d'une nouvelle visite en France qu'elle mène seule, au début du mois d'avril 1314.
Philippe IV place alors les deux chevaliers sous surveillance pendant quelque temps et l'enquête royale confirme les dires d'Isabelle. Les princesses Marguerite et Blanche sont accusées d'avoir bu, mangé et entretenu l'adultère avec respectivement Philippe et Gauthier d'Aunay, à la tour de Nesle, depuis plusieurs années. La tour de Nesle, nommée à l'origine « tour Hamelin », est élevée sur la rive gauche de la Seine et fait face à la tour du Louvre. Toutes deux font partie des quatre grandes tours de l'enceinte que Philippe II Auguste a fait construire à partir de 1214 pour protéger Paris. Ronde et massive, la tour Hamelin, de près de 25 mètres de hauteur, est acquise par Philippe le Bel le 29 novembre 1308 et prend rapidement son nom de sa proximité avec l'hôtel de Nesle. En ce qui concerne Jeanne de Bourgogne, il lui est au départ reproché d'avoir eu connaissance de l'adultère sans le dénoncer, mais plusieurs accusations de mauvaise conduite s'étendent également à elle par la suite.
La plupart des historiens tendent à conclure que les accusations lancées contre Marguerite et Blanche étaient probablement vraies, bien que certains demeurent sceptiques,. Plusieurs récits suggèrent que le rôle d'Isabelle dans cette affaire avait davantage des motivations politiques. En effet, elle avait donné naissance en 1312 à un fils, Édouard, et, en théorie, la disgrâce des épouses de ses frères aurait permis au prince d'Angleterre d'accéder ultérieurement au trône de France. D'autres opposent à cette hypothèse improbable qu'au moins un des trois frères d'Isabelle aurait réussi à se remarier et à avoir un héritier mâle, ce qui a été partiellement le cas de Louis et de Charles,. Enfin, d'autres rumeurs, contemporaines du scandale, affirment que l'impopulaire chambellan de Philippe IV, Enguerrand de Marigny, aurait pu avoir un rôle dans la découverte de l'adultère.
Peu après la conduite de l'enquête royale, Philippe IV annonce brutalement les accusations d'adultère à la cour et fait immédiatement arrêter les personnes impliquées. Certains chroniqueurs anglais affirment que l'un des deux frères s'est enfui en Angleterre jusqu'à York, avant d'être renvoyé en France par Édouard II ; mais selon toute vraisemblance, les deux chevaliers sont immédiatement appréhendés et passés à la question devant des fonctionnaires français. Les frères d'Aunay résistent à la torture avant d'avouer et sont déclarés coupables de lèse-majesté. Marguerite et Blanche sont jugées devant le Parlement de Paris et convaincues d'adultère. Elles sont rasées, vêtues de bure et condamnées à l'incarcération perpétuelle. Jeanne de Bourgogne est déférée devant le Parlement, mais blanchie de l'accusation d'adultère, sans doute grâce à l'influence de son époux Philippe.

## Conséquences politiques
Le scandale de la tour de Nesle aboutit à l'emprisonnement des trois brus du roi et à l'exécution des amants de Marguerite et Blanche à Pontoise le 19 avril 1314 : ils sont roués, écorchés vifs, émasculés, recouverts de plomb soufré en ébullition, traînés par des chevaux et enfin décapités, avant que leurs corps soient pendus par les aisselles à des gibets. L'affaire ébranle sérieusement le roi Philippe IV et certains chroniqueurs ont affirmé qu'elle a accéléré son propre trépas, survenu le 29 novembre de la même année. Isabelle est sévèrement critiquée en France pour avoir dénoncé la conduite de ses belles-sœurs, mais sa réputation n'en sera pas trop ternie par la suite. Le mariage de la reine d'Angleterre s'achève lui-même en désastre puisqu'elle prend les armes avec son amant Roger Mortimer en 1326 et renverse son impopulaire époux Édouard II, qui meurt peut-être assassiné à leur instigation en 1327.

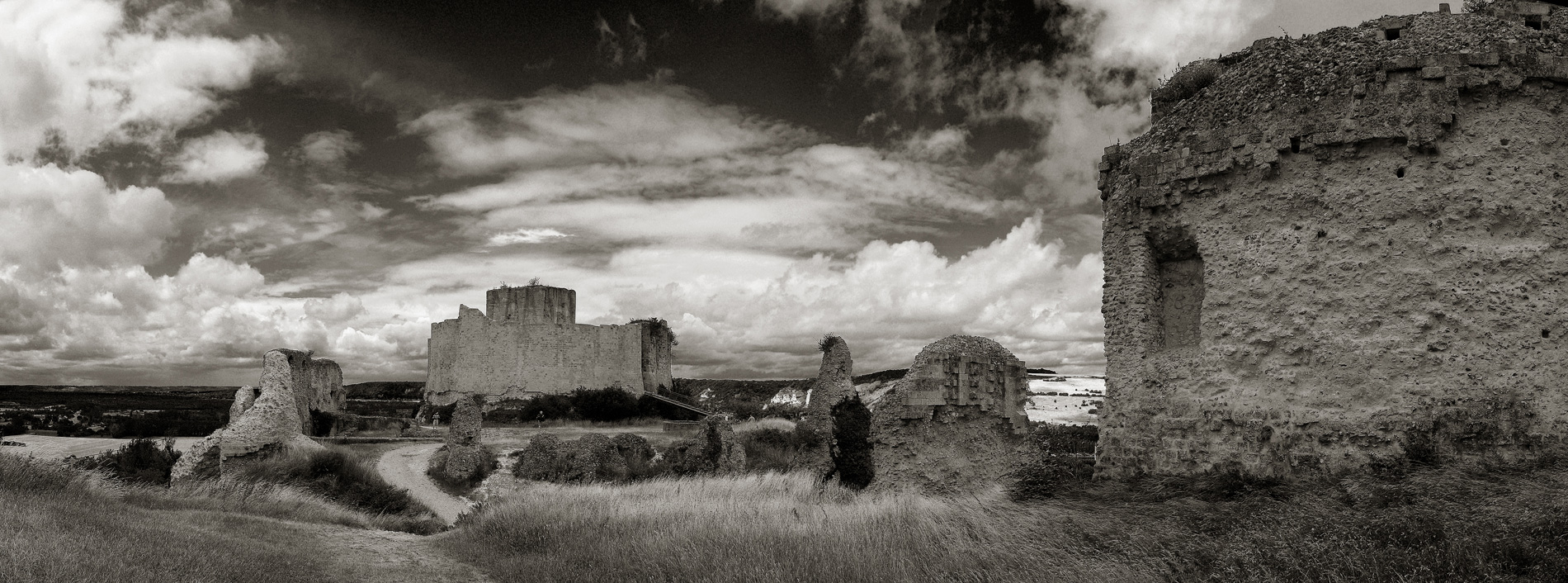
Ruines de Château-Gaillard, où Marguerite et Blanche de Bourgogne sont enfermées en avril 1314 après leur condamnation.

En raison de la mort prématurée du pape Clément V au printemps 1314 et de la lenteur prise par les cardinaux pour élire un nouveau souverain pontife, le mariage de Louis et de Marguerite ne peut être annulé. Louis accède au trône à la mort de son père Philippe IV mais refuse que son épouse, enfermée depuis le jugement dans la forteresse de Château-Gaillard, soit libérée. La reine de France meurt ainsi en captivité le 30 avril 1315, probablement à cause de mauvaises conditions de détention, même si des rumeurs veulent qu'elle ait été étranglée sur ordre de son époux Louis X pour lui permettre de se remarier. Ce dernier se remarie en effet quelques mois plus tard, le 19 août 1315, avec Clémence de Hongrie, nièce de son oncle Charles de Valois, un des frères de Philippe le Bel, aux côtés de laquelle il est sacré quelques jours plus tard. Louis X meurt lui-même subitement dès le 5 juin 1316.
Jeanne de Bourgogne est placée provisoirement en maison d'arrêt au château de Dourdan, en attente que le Parlement de Paris se prononce sur son sort. Après enquête, il est prouvé qu'elle n'a pas commis d'adultère et est finalement acquittée puis libérée entre le 24 et le 31 décembre 1314, quelques semaines après la mort de Philippe le Bel. Il n'est pas impossible que son mari Philippe ait plaidé sa cause devant le Parlement, d'autant que les époux reprennent leur vie conjugale et retournent ensemble à la cour. Ce soutien indéfectible de Philippe envers son épouse a été sujet de débats chez les historiens : une première théorie veut qu'il ait été inquiet de perdre la Bourgogne, qu'il a acquise par mariage, s'il venait à divorcer de Jeanne, tandis qu'une seconde affirme qu'il était réellement épris de sa femme. À la mort du nourrisson Jean Ier de France, fils et héritier posthume de Louis X, le 19 novembre 1316, Jeanne devient reine de France à la suite de la montée sur le trône de son époux sous le nom de Philippe V. Philippe lui offre la tour et l'hôtel de Nesle en 1319, soit cinq ans après l'affaire. Veuve en 1322, Jeanne de Bourgogne s'installe à la tour et hérite le comté d'Artois de sa mère Mahaut en 1329. Elle meurt l'année suivante et demande dans son testament que l'hôtel de Nesle soit vendu et devienne un collège.

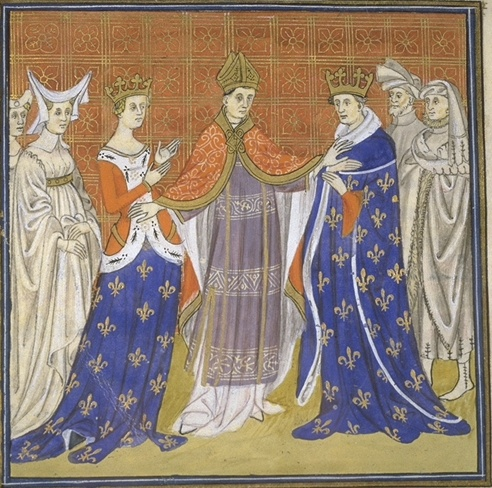
Le pape Jean XXII annule le mariage de Charles IV et de Blanche de Bourgogne. Miniature du XIVe siècle.

La mort de Philippe V le 3 janvier 1322 conduit à l'avènement sur le trône de Charles IV, dont l'épouse Blanche de Bourgogne est toujours emprisonnée à Château-Gaillard. Charles refuse que Blanche soit sacrée à ses côtés le 21 février suivant et entame immédiatement après son accession une procédure d'annulation de son mariage. Le pape Jean XXII, élu en 1316 après deux ans de conclave, accède à la requête du roi de France après avis de l'évêque de Paris Étienne de Bourret et annule le mariage le 19 mai 1322. L'adultère n'étant pas un motif d'annulation, le pape casse l'union en prenant comme prétexte que Mahaut d'Artois, la mère de Blanche, est également la marraine de Charles, ce qui rend nul et non avenu le mariage en vertu du droit canon. Charles IV peut ainsi se remarier avec Marie de Luxembourg, tandis que Blanche est libérée de Château-Gaillard et recluse successivement dans les couvents de Gavray et de Maubuisson. Elle meurt prématurément en 1326, probablement à cause de la détérioration de sa santé, qui fait suite à ses huit ans d'emprisonnement à Château-Gaillard.
Le scandale entache significativement la réputation des femmes de la noblesse française, ce qui contribue à l'adoption de la Loi salique afin de résoudre les querelles de succession au trône et ses éventuelles contestations ultérieures. Effectivement, lorsque Louis X meurt de manière inattendue en 1316, la légitimité de sa fille Jeanne, issue de son mariage avec Marguerite de Bourgogne, est remise en question par les pairs du royaume. Par conséquent, les hauts barons préfèrent exclure les femmes de la succession plutôt que de prendre le risque de laisser le trône de France à une bâtarde et remettent la couronne au frère puîné de Louis, Philippe V. Néanmoins, Philippe et son successeur Charles IV meurent tous les deux sans héritiers mâles et leurs propres filles, bien que légitimes, ne peuvent pas hériter du trône, en raison du précédent invoqué par Philippe pour s'emparer du pouvoir en 1316. À la mort de Charles IV le Bel en 1328, la succession au trône devient incertaine mais les pairs de France, soucieux de l'indépendance du royaume et fidèles à la logique établie douze ans auparavant, offrent la couronne à Philippe VI de Valois, neveu de Philippe IV par son père Charles et plus proche parent mâle du souverain défunt. Le roi d'Angleterre Édouard III, fils d'Édouard II et d'Isabelle de France, se voit débouté de ses prétentions, malgré son statut de seul petit-fils de Philippe le Bel, et finit par revendiquer en 1337 la couronne des Capétiens, ce qui précipite le déclenchement de la guerre de Cent Ans.

## Postérité artistique
L'infidélité des brus de Philippe le Bel, fait historique avéré[réf. nécessaire], a donné par la suite naissance à une légende qui n'est confirmée par aucun témoignage de l'époque. Selon cette légende, une reine de France se serait livrée dans la tour à la débauche, avant de faire jeter ses amants à la Seine, cousus dans un sac. Un professeur d'université nommé Jean Buridan serait parvenu à échapper à son funeste sort, soit après avoir été repêché par ses élèves, soit après s'être laissé tomber dans un bateau de foin amené par ses étudiants. Ses indiscrétions auraient tissé la trame de cette légende. Le nom de la reine n'est pas précisé, mais la légende y verrait bien Marguerite de Bourgogne, l'une des brus de Philippe le Bel. D'autres y ont placé les débauches de ses autres brus, Blanche et Jeanne. En 1461, François Villon fait allusion à cet épisode dans sa célèbre Ballade des dames du temps jadis :
Semblablement, où est la royne

Qui commanda que Buridan

Fust gecté en ung sac en Saine?
Deux faits avérés contredisent cependant cette version. Tout d'abord, Buridan est connu pour être le recteur de l'université de Paris en 1327. Né en 1300, il est trop jeune pour être professeur de philosophie et avoir participé aux prétendus événements de la tour de Nesle, puisqu'il n'a que 14 ans lors du procès en 1314. Des auteurs le font naître en 1292, ce qui lui aurait « permis » d'être à la tour de Nesle, mais la date de naissance communément admise est 1300. Par ailleurs, le tracé de la Seine au début du XIVe siècle ne permet en aucune manière l'accostage ou même l'approche suffisante du fameux bateau de foin pour sauver Buridan. À son tour, Brantôme se fait l'écho de cette histoire :
Que cette reyne qui se tenoit à l'hôtel de Nesle à Paris,

laquelle faisait le guet aux passants et ceux qui les agréoient,

de quelque sorte de gens qu'ils fussent, les faisoit appeler et venus à soy,

et après en avoir tiré ce qu'elle en vouloit,

les faisoit précipiter du haut de la tour qui paroist encore, en bas de l'eau et les faisait noyer.
L'écrivain reste cependant prudent : « Je ne peux pas dire que cela soit vray, mais le vulgaire, au moins la plupart de Paris l'affirme. »
Le scandale marque également la culture européenne. Une spécialiste de littérature médiévale étudiant le thème de l'amour courtois a formulé l'hypothèse que les auteurs relatant les relations adultérines des reines auraient cessé d'écrire sur ce sujet après l'éclatement de l'affaire, ce qui laisse suggérer que ce centre d'intérêt est devenu moins acceptable après les exécutions des frères d'Aunay et les incarcérations des princesses. Au XIXe siècle, les rumeurs entourant l'affaire inspirent à Roger de Beauvoir son premier roman, L'Écolier de Cluny ou le Sophisme, paru début avril 1832. Moins de deux mois plus tard a lieu la première représentation de la célèbre pièce de théâtre de Frédéric Gaillardet et Alexandre Dumas, La Tour de Nesle, un drame historique en cinq actes qui met en scène Marguerite de Bourgogne, Buridan et les frères d'Aunay. La pièce, décrite comme « un drame romantique reconstruisant à grande échelle les crimes médiévaux », fait l'objet de nombreuses adaptations à l'écran dans les deux premiers tiers du XXe siècle : par Albert Capellani (La Tour de Nesle, 1909), Febo Mari (La torre di Nesle, 1925), Gaston Roudès (La Tour de Nesle, 1937), Abel Gance (La Tour de Nesle, 1955), Jean-Marie Coldefy (téléfilm, 1966), ou encore Franz Antel (Der Turm der verbotenen Liebe, 1968).

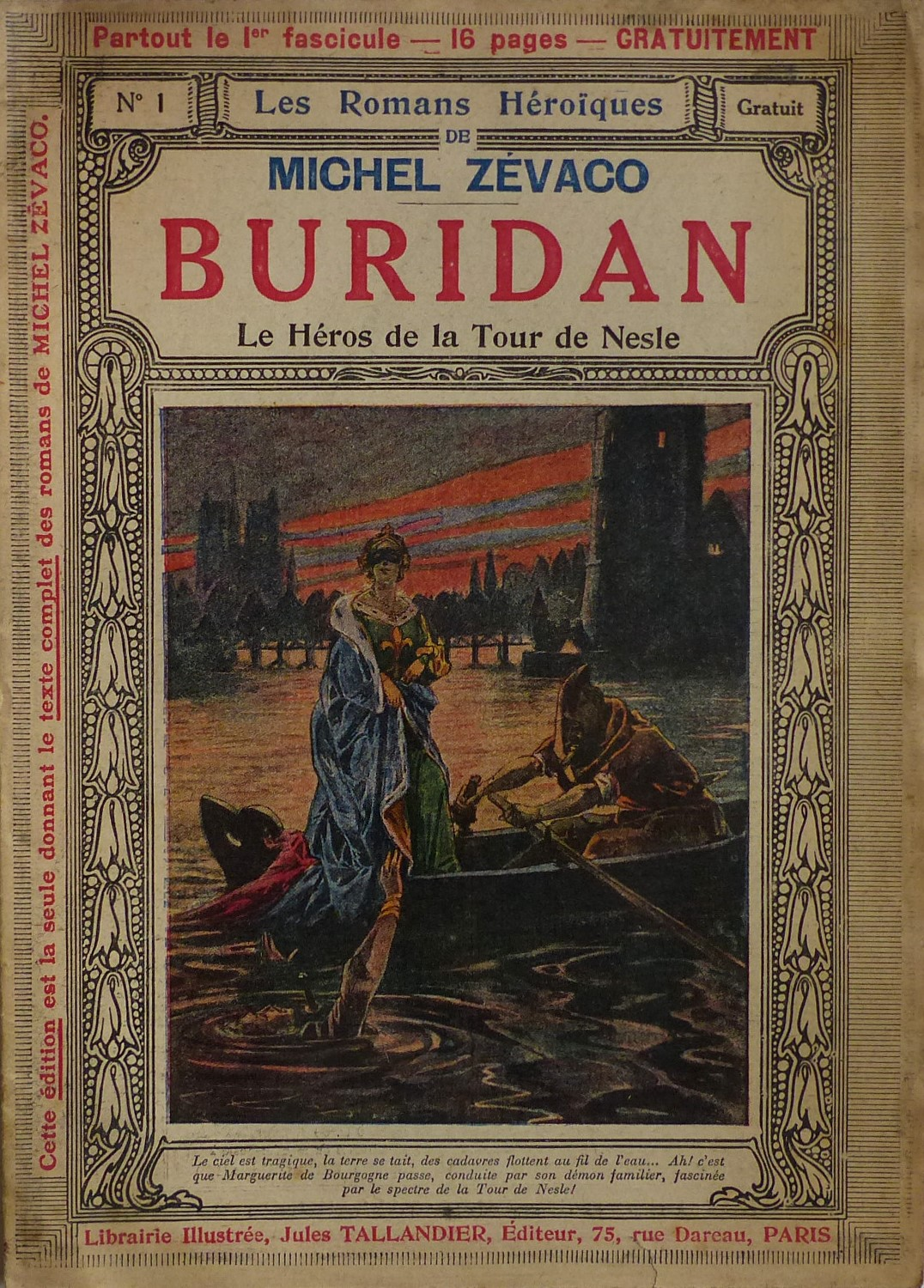
Page couverture du 1er fascicule du roman Buridan, le héros de la Tour de Nesle, paru en livraison chez Tallandier en 1911.

Au début du XXe siècle, Michel Zévaco publie les romans Buridan, le héros de la tour de Nesle et La Reine sanglante, Marguerite de Bourgogne, d'abord en feuilleton en 1905, avant de paraître en volume en 1911. Le premier roman est également adapté au cinéma en 1923 et 1952. L'affaire intéresse d'autres auteurs et réalisateurs. Elle est l'une des intrigues principales du premier volume de la série Les Rois maudits, Le Roi de fer, écrit en 1955 par Maurice Druon. Le dernier roman de la série Les Chevaliers, Olivier ou les Trésors templiers, de Juliette Benzoni, paru en 2003, relate également l'affaire à travers les yeux de personnages fictifs dans l'entourage de Marguerite de Bourgogne. Celui de Nicole Buffetaut, La Prisonnière oubliée de Château-Gaillard, publié en 2008, s'intéresse quant à lui au destin de Blanche et Marguerite après leur emprisonnement à Château-Gaillard. Enfin, Albert Dubout réalise un court-métrage d'animation en 1947, intitulé Anatole à la tour de Nesle. En 2022 l'affaire sert de trame de fond au roman La vengeance du Baphomet de Jean d'Aillon.